# Jens Nydahl

Bei einer Berliner Delegationsreise 1929 in Washington, D.C. (von links nach rechts): Oberbürgermeister Gustav Böß und US-Außenminister Henry L. Stimson (sitzend), stehend die drei Stadträte Wilhelm Benecke, Jens Nydahl und Wilhelm von Drigalski sowie Otto Kiep, Botschaftsrat bei der Deutschen Botschaft in Washington, D.C.

Jens Nydahl (* 17. Januar 1883 in Kraulund, Kreis Tondern; † 19. März 1967 in Kiel) war ein deutscher Politiker (SPD).

## Leben
Nydahl unterrichtete als Volksschullehrer in Hoirup bei Tondern und wechselte 1906 in den Schuldienst der Stadt Altona. Er besuchte die Lehrerakademie im damals preußischen Posen und studierte anschließend Germanistik und Philosophie in den Universitäten Hamburg und Berlin. 1913 trat er in den Berliner Schuldienst ein. Nach dem Ersten Weltkrieg trat Nydahl der SPD bei und wurde 1926 von der Berliner Stadtverordnetenversammlung zum Stadtschulrat gewählt. Nach der „Machtergreifung“ der Nationalsozialisten 1933 wurde er zunächst beurlaubt und im September 1933 aus politischen Gründen entlassen. Bis zum Ende des Zweiten Weltkrieges war er Vertreter für Weine und Zigarren.
Nach der Befreiung wurde Nydahl noch im Mai 1945 von der Roten Armee als Bezirksbürgermeister des Bezirks Tempelhof eingesetzt, aber auch bei der ersten Berliner Wahl 1946 wurde er von der Bezirksverordnetenversammlung von Tempelhof erneut als Bezirksbürgermeister gewählt. Im Herbst 1947 wechselte Nydahl in das Ministerium für Volksbildung in Schleswig-Holstein und wurde dort Landesbeauftragter für den Landesteil Schleswig. 1951 wurde er pensioniert.
Im Ruhestand war Nydahl für zehn Jahre der Vorsitzende des „Grenzfriedensbunds“ in Flensburg, der die dänisch-deutschen Beziehungen fördert. 
Seine Tochter war die Ärztin Helga Mucke-Wittbrodt (1910–1999), die vierzig Jahre lang Mitglied der Volkskammer war.

## Ehrung
1960 wurde Nydahl die Lornsen-Kette des Schleswig-Holsteinischen Heimatbundes verliehen. In Berlin-Kreuzberg ist die Jens-Nydahl-Grundschule ihm zu Ehren benannt worden.

## Veröffentlichungen
- (Hrsg.): Das Berliner Schulwesen. Wiegandt u. Grieben, Berlin 1928 (Digitalisat).
- (Mithrsg.): Wandern und wundern. Fünf Hefte. Reimer, Berlin 1932.
- (Mithrsg.): Die Brücke. Deutsches Lesewerk für Schleswig-Holstein. Hirt, Kiel 1958.
- (Mithrsg.): Der Brückenbogen. Deutsche und ausländische Erzählungen aus unserer Zeit. Ein Lesebuch für Schulen. Hirt, Kiel 1959.